# Всадница (картина)
«Вса́дница» — картина русского художника Карла Брюллова (1799—1852), написанная в 1832 году. Хранится в Государственной Третьяковской галерее в Москве (инв. 212). Размер полотна — 291,5 × 206 см (по другим данным, 293 × 209,8 см).
Картина была написана в Милане по заказу графини Юлии Самойловой. В том же 1832 году полотно экспонировалось в миланской Академии изящных искусств Брера, где оно было высоко оценено зрителями и критиками. В своих отзывах итальянцы сравнивали Брюллова с Питером Паулем Рубенсом и Антонисом ван Дейком и писали, что им до сих пор не приходилось видеть «конного портрета, задуманного и исполненного с таким мастерством».
Полотно находилось в собрании Юлии Самойловой, и в течение почти сорока лет о нём практически ничего не было известно. В 1872 или 1874 году, незадолго до смерти разорившейся Самойловой, в Париже была организована распродажа её имущества. На аукционе «Всадница» была куплена одним из комиссионеров, затем полотно попало в Петербургское общество для заклада движимых имуществ, а оттуда в 1893 году его приобрёл Павел Третьяков.
Долгое время считалось, что на картине была написана сама Юлия Самойлова. Впоследствии искусствоведы пришли к выводу, что в качестве наездницы была изображена воспитанница Самойловой Джованнина, а моделью для маленькой девочки послужила Амацилия, дочь композитора Джованни Пачини и приёмная дочь Самойловой.
Искусствовед Ольга Лясковская писала, что создание «Всадницы» стало «значительным шагом вперёд в достижении новых, поставленных художником задач». По словам искусствоведа Магдалины Раковой, «Всадница» является «типичным примером портрета-картины», в котором всё «задумано как апофеоз красоты и жизнерадостной юности, как апофеоз безмятежности ощущения жизни», и всё это заключено в двух действующих лицах — молодой наезднице и маленькой девочке.

## История

### Предшествующие события, работа над картиной и миланская выставка
Окончив в 1821 году Академию художеств и получив большую золотую медаль, в 1822 году Карл Брюллов отправился в зарубежную поездку. Вместе с ним был его брат — архитектор Александр Брюллов. В качестве пенсионеров Общества поощрения художников братья сначала посетили Германию, а затем, в 1823 году, прибыли в Италию, где поселились в Риме.
В первые годы пребывания в Италии Карл Брюллов работал над жанровыми сценами из итальянской жизни, создавая такие полотна, как «Итальянское утро» (1823), «Итальянский полдень» (1827) и «Девушка, собирающая виноград в окрестностях Неаполя» (1827). С 1825 по 1828 год по заказу русского посольства в Риме он работал над копией «Афинской школы» Рафаэля. В 1827 году Карл Брюллов побывал на раскопках Помпей, где ему пришла мысль написать картину, посвящённую гибели этого города. С 1827 года он работал над этюдами и эскизами, а в 1830 году приступил к созданию окончательной версии большого многофигурного полотна «Последний день Помпеи», работа над которым продолжалась до 1833 года.
В 1827 году в Риме Брюллов познакомился с графиней Юлией Самойловой — это произошло или в художественном салоне княгини Зинаиды Волконской, или у русского посланника Григория Гагарина. Впоследствии Самойлову и Брюллова связывала многолетняя близкая дружба; по словам великого князя Николая Михайловича, «известный К. Брюллов питал к ней чувства более сильные, чем дружба: он писал без конца портреты графини и повторял её тип на своих картинах». Именно по заказу Самойловой была создана картина «Всадница»: Брюллов написал её в 1832 году в Милане — в тот период, когда он всё ещё работал над «Последним днём Помпеи». По всей видимости, художник создавал «Всадницу» на вилле, принадлежавшей Юлии Самойловой, — историки и журналисты Иван Бочаров и Юлия Глушакова, которым удалось посетить этот дом, сообщали, что «угол именно этого здания» написал на своей картине Брюллов; по их словам, «всадница изображена у портала старинного дворца-виллы на окраине Милана, принадлежащей ныне потомкам графа Ю. П. Литта». Дом Самойловой, обстановка которого выделялась невероятной роскошью, находился на «застроенной патрицианскими особняками» улице Боргонуово.
В том же 1832 году «Всадница» была выставлена в миланской Академии изящных искусств Брера. Полотно вызвало большой интерес, на него было много откликов, которые собрал и перевёл художник Михаил Железнов — ученик Брюллова и его первый биограф. В своих отзывах итальянцы сравнивали автора «Всадницы» с Питером Паулем Рубенсом и Антонисом ван Дейком. Поэт Феличе Романи писал: «То, чем мы, безусловно, восхищаемся в этом действительно новом для нас по жанру и сюжету произведении, это свобода, смелость и лёгкость в его исполнении». Подробный отзыв о полотне был дан в статье «Изящные искусства в Милане в 1832 году» (итал. Le belle arti in Milano nell anno 1832), опубликованной в сентябрьском выпуске журнала «Nuovo Ricoglitore» за 1832 год. Авторы статьи — писатель и журналист Дефенденте Сакки и Джузеппе Сакки — утверждали, что им до сих пор не приходилось видеть «конного портрета, задуманного и исполненного с таким мастерством». Отмечая достоинства картины Брюллова, они писали: «Конь <…> прекрасно нарисованный и поставленный, <…> движется, горячится, фыркает, ржёт. Девушка, которая сидит на нём, — это летящий ангелочек. Художник преодолел все трудности как подлинный мастер: его кисть скользит свободно, плавно, без запинок, без напряжения; умело, с пониманием большого художника распределяя свет, он знает, как его ослабить или усилить. Этот портрет выявляет в нём многообещающего живописца и, что ещё важнее, живописца, отмеченного гением».

### Последующие события
После этого полотно находилось в собрании Юлии Самойловой. По всей видимости, оно украшало интерьер её миланской виллы — о том, что его видели у Самойловой в гостиной, сообщали некоторые современники, в частности, побывавший там в 1838 году поэт Василий Жуковский. В течение нескольких десятилетий о картине ничего не было известно. Следующее упоминание о полотне относится к первой половине 1870-х годов, когда в Париже незадолго до смерти разорившейся Самойловой была организована распродажа её имущества. По одним данным, распродажа состоялась в 1872 году, по другим — в 1874 году. В письме от 6 (18) июля 1874 года, отправленном из Парижа, художник Илья Репин писал Павлу Третьякову: «Боголюбов просил сообщить Вам, что у какой-то графини Самойловой здесь продаётся несколько вещей К. П. Брюллова, если это Вам понадобится». В каталоге Третьяковской галереи указано, что Самойлова была владелицей картины до 1873 года.
На аукционе «Всадница» была приобретена комиссионером Ж.-Ф. Дюлу (Дюлю), который, помимо полотна Брюллова, также купил одну работу Владимира Боровиковского. По всей видимости, это был Жюль-Филипп (Юлий Филиппович) Дюлу (Jules-Philippe Duloup), числившийся комиссионером Императорской Академии художеств в Париже (в 1872 году он был удостоен звания почётного вольного общника ИАХ). Ходили слухи, что Дюлу приобрёл картины по просьбе Павла Третьякова; в некоторых источниках приводится текст письма, полученного Третьяковым от неизвестного лица: «На днях я приехал из Парижа. Уезжая, был на аукционе графини Самойловой, где Дюлю купил будто бы для Вас две картины: Брюллова за 4050 франков и Боровиковского за 3400 франков. Уведомляю Вас, как хорошего человека, ибо знаю Дюлю как слишком коммерческого человека».
Тем не менее «Всадница» не сразу попала к Третьякову — по некоторым сведениям, в 1880-х годах картина несколько лет простояла незамеченной в здании Академии художеств в Санкт-Петербурге, и только в 1893 году она была приобретена Третьяковым через Петербургское общество для заклада движимых имуществ. 27 февраля 1893 года Художественный отдел общества выдал Третьякову квитанцию, подтверждавшую тот факт, что картина «Всадница» была продана ему за 2000 рублей и что деньги были получены сполна. В том же 1893 году была издана «Опись художественных произведений Городской галереи Павла и Сергея Третьяковых». Увидев в этой описи название «Всадница», художественный критик Владимир Стасов попросил Павла Михайловича напомнить ему, что это за картина. Третьяков ответил: «„Всадницу“ Вы отлично знаете. Она несколько лет стояла в Академии, продавалась вместе с другою картиною господином Дюлю из Парижа и была приобретена, кажется, Гинцбургом. Превосходная лошадь и вообще вещь интересная!»
С тех пор «Всадница» оставалась частью третьяковского собрания. Впоследствии полотно экспонировалось на ряде выставок, в том числе на персональной выставке Брюллова, состоявшейся в 1950 году в Третьяковской галерее, и на выставке Академии художеств СССР, проходившей в 1983—1984 годах в Москве. Оно также было одним из экспонатов юбилейной выставки к 200-летию со дня рождения Брюллова, проходившей с декабря 1999 года по май 2000 года в Михайловском дворце, входящем в состав Государственного Русского музея в Санкт-Петербурге, а затем, с июня 2000 года по январь 2001 года, — в Новой Третьяковке на Крымском Валу. В настоящее время картина «Всадница» выставляется в зале № 9 основного здания Третьяковской галереи в Лаврушинском переулке.

## Описание

### Сюжет и композиция
Портрет исполнен художником в виде жанровой сцены. Молодая девушка, восседая на вороной лошади, после утренней прогулки подъезжает к открытой террасе богатой виллы. Маленькая нарядно одетая девочка, выбежавшая из дома, чтобы встретить свою старшую подругу, восхищённо смотрит на неё, прижавшись к металлическим перилам террасы. Мохнатый спаниель лает, кружась под ногами коня. Собака расположена так, что «она довершает собой треугольник, в который вписана группа всадницы и её коня». Взволнованность сюжета усиливает пейзаж с накренившимися от ветра деревьями и тревожно бегущими по небу облаками.
Наездница представлена художником молодой и красивой, а лошадь служит «как бы пьедесталом её красоте». Всадница одета в модный элегантный костюм, предназначенный для верховой езды. Он включает в себя длинную белоснежную юбку и голубую шёлковую блузу, рукава которой узки в предплечьях, но становятся широкими выше локтя. Хрупкая талия девушки стянута корсажем. Тёмный головной убор оттеняет «мягкую нежность румяного лица, упругих белокурых локонов и лучезарных голубых глаз». Длинная изгибающаяся вуаль создаёт своеобразный ореол вокруг головы девушки. По-видимому, аналогичная вуаль была ранее использована Брюлловым в двойном акварельном портрете 1827 года, на котором изображены К. А. и М. Я. Нарышкины (по другой версии, Н. Г. и З. А. Волконские). Предположительно, эта газовая вуаль была сделана из редкой ткани Gaze de Sylphide.
Маленькая черноволосая девочка, стоящая на террасе, одета в розовое платье, кружевные панталоны и зелёные башмачки. Её губы приоткрыты от восхищения, карие глаза полны эмоций, а жест её рук напоминает аплодисменты. Девочка в розовом платье служит «живой связью» между зрителем и событиями, происходящими на полотне. Тем не менее, несмотря на свою сюжетную подчинённость «главному действующему лицу», она не теряет своего самостоятельного значения — и как портретный образ, и как неотъемлемый элемент композиции полотна. Рядом с девочкой находится левретка — в Италии эти собачки считались «непременным атрибутом богатых аристократических семей».
Вороной конь, изображённый на картине, вызвал восхищение у посетителей выставки 1832 года. Один из рецензентов писал: «Хотя можно думать, что картина предназначена сохранить черты лиц двух девочек в столь юном их возрасте, когда они так часто изменяются, однако же лошадь, которая занимает большую часть пространства картины, почти исключительно приковывает к себе внимание зрителей, и, может быть, не дерзко было бы сказать, что живописец также предпочёл её всему остальному и сосредоточил в ней свои познания и старание». Предполагают, что конь принадлежал к породе «орловская верховая», выведенной на конном заводе графа Алексея Орлова-Чесменского.
Фрагменты картины «Всадница»

### Модели
В первые годы после того, как картина вошла в собрание Третьяковской галереи, она фигурировала в описях и каталогах под названием «Всадница». Однако, начиная с 1909 года, её название было заменено на «Портрет графини Юлии Павловны Самойловой» (это название использовалось в 1909—1916 годах). Затем полотно опять стали называть «Всадницей», но с подзаголовком «портрет Ю. Самойловой», — в советской искусствоведческой литературе такое описание встречалось вплоть до конца 1930-х годов. Одной из причин, по которой картину стали считать портретом Самойловой, была надпись «Samoylo…», сделанная художником на ошейнике собаки, находящейся рядом с лошадью.
В изданной в 1940 году монографии о творчестве Брюллова искусствовед Ольга Лясковская провела сравнительный анализ изображения всадницы с женскими образами на «Портрете графини Ю. П. Самойловой с воспитанницей Джованниной Пачини и арапчонком» (1834, Хиллвуд, Вашингтон), а также с этюдом «Портрет Джованнины» (1832, масло), хранившимся в Киевском музее русского искусства. На основании этого сравнения Лясковская пришла к выводу, что моделью для всадницы была Джованнина: по её словам, «прелестная незнакомка есть та же девушка-подросток, которая, может быть, в первый раз надела длинную амазонку и красуется на коне перед незримыми зрителями». Впоследствии искусствовед Эсфирь Ацаркина высказала мнение, что этюд «Портрет Джованнины» был написан не самим Брюлловым, а одним из его учеников, делавшим копию с большого портрета.
| Фрагменты «Портрета Ю. П. Самойловой с воспитанницей Джованниной и арапчонком» Ю. П. Самойлова Джованнина | Фрагменты «Портрета Ю. П. Самойловой, удаляющейся с бала с Амацилией Пачини» Ю. П. Самойлова Амацилия |

В вышедшей в 1956 году книге, посвящённой портретному творчеству Брюллова, искусствовед Магдалина Ракова высказала предположение, что маленькая девочка, изображённая на полотне «Всадница», — другая воспитанница графини Самойловой, Амацилия Пачини. Это предположение было основано на сравнении с «Портретом графини Ю. П. Самойловой, удаляющейся с бала с приёмной дочерью Амацилией Пачини» (не позднее 1842, Государственный Русский музей). По словам Раковой, между девочкой в картине «Всадница» и Амацилией в портрете из Русского музея «существует несомненное сходство, ощущаемое в линиях овала лица, в форме глазниц, бровей, в рисунке губ», а «разница в возрасте между ними вполне может исчисляться теми семью-восемью годами, которые отделяют второй портрет от первого». Это заключение было подтверждено в монографии 1963 года Эсфирью Ацаркиной.
Известен также рисунок «Портрет Джованнины Пачини» (бумага, графитный карандаш, акварель, белила, лак, овал 21,1 × 17,1 см), хранящийся в частном собрании. По одним данным, этот рисунок был создан Брюлловым в конце 1820-х годов, по другим — около 1831 года. В 2009 году этот портрет был продан за 289 тысяч фунтов стерлингов (около 456 тысяч долларов США) на распродаже русского искусства из коллекции французской галереи Popoff, проводившейся на аукционе Christie’s. Тем не менее не все исследователи согласны с тем, что моделью для рисунка послужила Джованнина, — в некоторых публикациях он фигурирует под названием «Портрет неизвестной».
И Джованнина (Giovannina), и Амацилия (Amazilia) были воспитанницами графини Юлии Самойловой. Родившаяся в 1827 или 1828 году Амацилия была дочерью композитора Джованни Пачини, друга Самойловой. Мать Амацилии умерла при родах, и Самойлова взяла девочку на воспитание. Предполагалось, что Джованнина была родственницей Амацилии и тоже носила фамилию Пачини (по некоторым данным, Джованнина была племянницей Джованни Пачини, то есть двоюродной сестрой Амацилии, и разница в возрасте между ними составляла около восьми лет). Однако журналисту Николаю Прожогину удалось найти в одной из публикаций ссылку на нотариально заверенную дарственную Самойловой, в которой она завещала свой дом «сироте Джованнине Кармине Бертолотти, дочери покойного Дона Джероламо и Госпожи Клементины Перри», которую графиня «взяла к себе». Таким образом, вопрос о происхождении Джованнины требует дальнейших исследований.
Существует ещё одна версия, упомянутая в публикациях историков и журналистов Ивана Бочарова и Юлии Глушаковой, согласно которой на картине Брюллова изображена не Джованнина, а увлекавшаяся верховой ездой певица Мария Малибран (1808—1836). Этой версии придерживаются сотрудники итальянского театра «Ла Скала», в котором хранится старая литография с изображением «Всадницы», а также дарственная записка некоего И. Прадо (или Преда), утверждающая, что на картине изображена Малибран. В частности, эта версия была приведена в книге итальянского писателя и музыкального критика Эудженио Гара «Они пели в „Ла Скала“» (Eugenio Gara, Cantarono alla Scala: Milano, Electa Editrice, 1975). Тем не менее современные российские искусствоведы считают общепризнанным тот факт, что на картине Брюллова изображены воспитанницы графини Самойловой Джованнина и Амацилия.

## Отзывы и критика
В книге «История русской живописи в XIX веке», первое издание которой вышло в свет в 1902 году, художник и критик Александр Бенуа посвятил две главы разбору творчества Брюллова. Не скрывая своего отрицательного отношения к академической живописи, Бенуа писал, что «среди всей массы брюлловских произведений встречаются и такие, в которых громадный талант его всё же пробился». К таким произведениям Бенуа причислял ряд портретов, в том числе «блестящую, во весь рост, с красивым пейзажем позади, „Всадницу“».
В вышедшей в 1940 году монографии «Карл Брюллов» искусствовед Ольга Лясковская писала, что «знаменитая „Всадница“», написанная в 1832 году, явилась «значительным шагом вперёд в достижении новых, поставленных художником задач». Лясковская отмечала, что в этом произведении «самое задание художника выходит за рамки портрета»: он стремится связать все изображённые на полотне живые существа в едином действии, как на театральной сцене. При этом, по словам Лясковской, «молодой художник ещё не свободен в изображении движения» — в частности, отсутствие всякого напряжения в лице наездницы не соответствует движению коня. Отдавая должное мастерству художника, Лясковская отмечала, что «замечательна подлинно живая фигура девочки и её оживлённое личико».
В опубликованной в 1951 году книге «История русского искусства первой половины XIX века» искусствовед Наталья Коваленская писала, что, в отличие от портретов XVIII века с их условно-декоративными фонами, в таких парадных портретах, как «Всадница», Брюллов «вносит естественную обстановку жизни изображаемых лиц», приближаясь тем самым к жанровой живописи и реализму. Наряду с прогрессивностью такого подхода, Коваленская отмечала его внутреннюю противоречивость, в частности, проявившуюся при создании «Всадницы»: с одной стороны, «Брюллов не мог позволить себе превратить парадный портрет в простую жанровую сцену» и вложил романтическую трактовку в образ гарцующего коня, стремительный бег которого останавливает наездница, а с другой стороны, «он не решился придать образу самой всадницы то возбуждение, которое было бы уместно после такой бурной скачки». Таким образом, по словам Коваленской, в конце концов Брюллов «достигает необходимой парадности, используя для этого неоклассические традиции, всё ещё дорогие художнику».
В изданной в 1956 году монографии «Карл Брюллов — портретист» искусствовед Магдалина Ракова называла «Всадницу» «типичным примером портрета-картины», в котором все персонажи «объединены в несложном сюжетном действии, помещены в пейзаже, окружены различными „четвероногими друзьями“». По словам Раковой, это произведение Брюллова «задумано как апофеоз красоты и жизнерадостной юности, как апофеоз безмятежности ощущения жизни», и всё это заключено в двух действующих лицах — молодой наезднице и маленькой девочке. Ракова отмечала, что «Всадница» во всей полноте раскрывает художественное мастерство Брюллова как в «решении композиционного портрета», так и в «раскрытии определённой темы в портрете».
В вышедшей в 1978 году книге «Русская живопись первой половины XIX века» искусствовед Марина Шумова писала, что отличительной чертой парадных портретов Брюллова было «сочетание в них репрезентативности и жизненности, условности и точного наблюдения натуры». По мнению Шумовой, в полотне «Всадница» «мастерство передачи живых наблюдений проявляется в выражении лица маленькой девочки, в напряжении норовистой лошади, в фактуре предметов, одежды», но при этом совершенно статичным оказывается «грациозный силуэт всадницы». Сравнивая «Всадницу» с полотном «Последний день Помпеи», на котором люди остаются прекрасными несмотря на стихийное бедствие, Шумова отмечала, что и в этой картине «величавое спокойствие юной красавицы делает её необыкновенной», так что полотно «становится воплощением некоей романтической легенды о сказочно прекрасной девушке».
В изданной в 2005 году книге «Русская живопись XIX века» искусствовед Виталий Манин отмечал, что живописный язык многих произведений Карла Брюллова «адресовался к высшей аристократии», — в особенности это относилось к картине «Всадница», к которой более подошло бы название «Аристократка». По словам Манина, в полотне «проявилась вся бесстрастная красота брюлловской маэстрии, жизнеспособность которой снижалась постановочностью композиции и условностью предметного восприятия». Непроницаемо спокойные лицо и фигура всадницы контрастируют со всем тем, что находится или только что находилось в движении, — выбежавшей на террасу девочкой, резко остановившейся лошадью, возбуждённой собакой и развевающейся вуалью. По мнению Манина, изображая всадницу «вне движения физического и вне движения духовного», Брюллов демонстрировал свою приверженность пластическому консерватизму академизма.